# Delta (lletra)
La delta és la quarta lletra de l'alfabet grec. S'escriu en majúscula: Δ; en minúscula: δ. Té un valor numèric de 4.
El terme delta de riu va aparèixer després de la lletra i es deu la seva semblança amb la delta majúscula
La delta majúscula Δ s'usa com a símbol de:
- Un canvi macroscòpic del valor d'una variable, en matemàtiques o en la ciència en general.
- Qualsevol de les partícules delta en física de partícules.

Una delta minúscula δ és el símbol de:
- Un canvi infinitesimal en el valor d'una variable en matemàtiques o en la ciència.
- La delta de Kronecker o la delta de Dirac en matemàtiques.
- Una marca per a indicar el que s'ha d'esborrar en una correcció de textos. Es diu que el seu ús es remunta a temps antics.